# 阿贝尔 (大西洋比利牛斯省)
阿贝尔（法語：Abère，法語發音：[abɛʁ]）是法国大西洋比利牛斯省的一个市镇，属于波城区。

## 地理
阿贝尔（43°23'21.7"N, 0°10'34.2"W）面积5.81 平方千米，位于法国新阿基坦大区大西洋比利牛斯省，该省份为法国东南部省份，涵盖了贝阿恩与北巴斯克，西临大西洋比斯開灣，北至朗德省，东北接热尔省，东临上比利牛斯省，南与西班牙接壤。
与阿贝尔接壤的市镇（或旧市镇、城区）包括：圣洛朗-布列塔尼、阿诺伊、热尔德雷斯特、莱斯普尔西、莫纳叙-欧迪拉克。

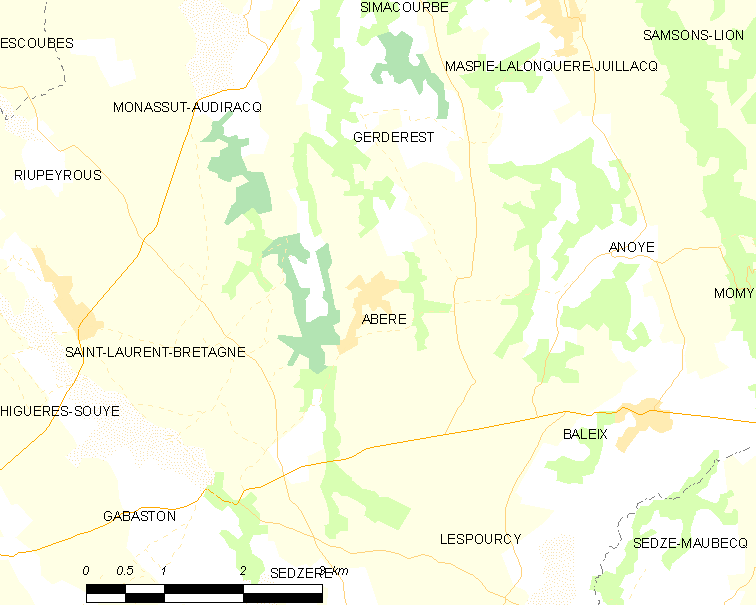
的OSM定位图

阿贝尔的时区为UTC+01:00、UTC+02:00（夏令时）。

## 行政
阿贝尔的邮政编码为64160，INSEE市镇编码为64002。

## 政治
阿贝尔所属的省级选区为莫尔拉斯与蒙塔内雷斯地区县。

## 人口

1962-2008年间人口变化图示

阿贝尔于2022年1月1日时的人口数量为159人。